# Idiosepius
Idiosepius Steenstrup, 1881 è un genere di molluschi cefalopodi appartenente alla famiglia Idiosepiidae.

## Descrizione
I membri del genere Idiosepius sono caratterizzati dal mantello di forma ovoide allungata terminante posteriormente con una punta arrotondata ai cui lati sono inserite le pinne che sono piccole e reniformi. Sulla parte dorsale posteriore del mantello è presente un peculiare organo adesivo di natura ghiandolare. Le braccia sono brevi, hanno ventose in due serie, ingrandite nel maschio, nel quale le braccia ventrali sono ambedue ectocotilizzate ma di forma diversa. Le clave tantacolari hanno ventose disposte in 2/4 serie; i tentacoli sono assenti alla nascita.
Si tratta di alcuni dei più piccoli cefalopodi noti con lunghezza del mantello che non supera 25 mm.

## Distribuzione e habitat
Sono diffusi nell'Indo-Pacifico fino a zone temperato fredde del Pacifico come le coste della Russia e del Giappone settentrionale.
L'habitat più comune è costituito da zone coperte di alghe e fanerogame marine a bassa profondità.

## Biologia

### Riproduzione
Le uova sono bentoniche, di piccole dimensioni. Pare che nei primi stadi giovanili, molto simili all'adulto, possa esserci un trasporto pelagico su ampie distanze.

## Tassonomia
- Idiosepius hallami Reid & Strugnell, 2018
- Idiosepius kijimuna A. Reid, N. Sato, Jolly & Strugnell, 2023
- Idiosepius minimus (A. d'Orbigny, 1835)
- Idiosepius paradoxus (Ortmann, 1888)
- Idiosepius pygmaeus Steenstrup, 1881
- Idiosepius thailandicus Chotiyaputta, Okutani & Chaitiamvong, 1991